# Eugeni Madueño Palma
Eugeni Madueño Palma (El Garabato, Còrdova, 1952) és un periodista, escriptor i editor català.

## Biografia
Madueño va arribar a Barcelona l’agost de 1962, al tren el sevillano, en un viatge que aleshores durava 24 hores. Resident al barri del Fondo, el 1969 el capellà Jaume-Patriç Sayrach, fundador de la revista Grama, el va incorporar a la redacció, on –fins al tancament de la revista, el gener de 1983– va fer de periodista, cap de la redacció i administrador.
Als anys 70 va combinar la feina d’empleat de banca i els estudis nocturns amb la de corresponsal informatiu a diferents diaris de Barcelona. Va treballar a Tele/eXpres del 1977 fins a la desaparició del diari el 1980, com a redactor de la secció local dirigida per Josep Maria Huertas Claveria.
El 1982 Miquel Villagrasa el fitxa com a compaginador a La Vanguardia, on farà de redactor en diferents seccions i reporter a La Revista dirigida per Josep Carles Rius; entre 2000 i 2004 va ser redactor en cap de Viure, la secció d'informació local i comarcal amb edicions a Barcelona, Tarragona i Girona. Posteriorment va portar la secció Nous Continguts, creada per captar informació institucional patrocinada. Va ser forçosament jubilat l'any 2009.
Des del 1993 col·labora i forma part del consell assessor de la revista Carrer, [7] editada per la Federació d’Associacions de Veïns i Veïnes de Barcelona.
Professor de pràctica periodística a la Facultat Blanquerna, de la Universitat Ramon Llull, el 1998 va fundar la revista Nova Ciutat Vella com a eina d'aprenentatge dels seus alumnes. Tot el procés de producció de la revista es feia als locals de la Facultat, des d'on era distribuida gratuïtament als comerços i botigues del districte. Entre els anys 2011 i 2017 va editar el blog La Lamentable. L'any 2011 creà l'editorial Edicions Clariana, on publica monogràfics i llibres, així com continguts digitals.

## Obra publicada
Madueño ha publicat alguns llibres vinculats a la seva feina com a periodista. A Santa Coloma en el corazón (1980), amb el fotògraf Joan Guerrero, inclou textos i poemes. Va assessorar Joan Oliu al còmic Història de l’Anna a Santa Coloma de Gramenet (1983), on s'explica la seva història, que és la de la protagonista, i la de la ciutat. A Grama, una experiència insòlita de periodisme popular (1988) recull les vicissituds de la revista al llarg dels 14 anys que va durar. El mateix 1988 va publicar Xavier Valls, l’arquitecte de la solidaritat, la biografia de l’arquitecte colomenc mort a l’atemptat d’ETA a Hipercor.
Heroína, viaje por el placer, la destrucción y la muerte (1990), fruit de l'experiència com a periodista de successos a La Vanguardia, és la crònica de l'entrada de l'heroïna a Barcelona. El 1993 va publicar al mateix diari, amb el seu germà Pedro Madueño, la sèrie "Retrats urbans", recull de reportatges sobre la Barcelona post-olímpica, que va ser premiada pel Consell de Benestar Social de l’Ajuntament de Barcelona, i que a instàncies de la Federació d’Associació de Veïns i Veïnes (Favb) es va publicar com a llibre amb el nom Barcelona Retrats.
De la seva feina com a reporter a La Vanguardia van sorgir dos llibres escrits en tàndem amb el periodista Bru Rovira: 35 días en China: el depertar del dragón (1997), adaptació dels reportatges publicats el 1995 al diari després de recórrer la Xina durant un mes, i el manual sobre reporterisme en premsa Notícies del més enllà (1999).
Emili en la ciudad de la gente (1996) embasta una història inventada amb peces del mosaic real dels grups socials barcelonins que apareixien a les cròniques urbanes publicades sota l'epígraf La Ronda.
Finalment, Trenta anys al servei de Barcelona (2009) recull els records i anècdotes d’una trentena de regidors i regidores de l'etapa democràtica a l’Ajuntament de Barcelona.

## Obres
- GUERRERO, Joan; MADUEÑO, Eugeni. Santa Coloma en el corazón. Ayuntamiento de Santa Coloma de Gramenet, 1980.
- MADUEÑO, Eugeni; CATÀ, Joan. Grama, El Maresme: dues revistes heròiques. Barcelona: Diputació de Barcelona, 1988. ISBN 84-7794-020-7.
- MADUEÑO, Eugeni. Grama: una experiència insòlita de periodisme popular. Barcelona: Diputació de Barcelona, 1988. ISBN 84-7794-019-3.
- MADUEÑO, Eugeni. Xavier Valls, l'arquitecte de la solidaritat. Barcelona, CEUMT, 1988. ISSN: 0212-2901.
- MADUEÑO, Eugeni. Heroína: viaje por el placer, la destrucción y la muerte. Barcelona: M. Casas Brugué, 1990. ISBN 84-404-6876-8.
- MADUEÑO, Eugeni; MADUEÑO, Pedro. Barcelona: retrats. Barcelona: FAVB, 1995. ISBN 84-7609-739-5.
- MADUEÑO, Eugeni; ROVIRA, Bru. 35 días en China: el despertar del dragón. Barcelona: Ediciones Península, 1997. ISBN 84-8307-046-4.
- MADUEÑO, Eugeni; ROVIRA, Bru. Notícies del més enllà: el reporterisme en premsa. Barcelona: Editorial Pòrtic, 1999. ISBN 84-7306-544-1.
- MADUEÑO, Emili. Emili en la ciudad de la gente. Barcelona: PAU Edicions, 2000. ISBN 84-8294-466-5.
- MADUEÑO, Eugeni. Trenta anys al servei de Barcelona. Barcelona: Ajuntament de Barcelona, 2010. ISBN 978-84-9850-208-4.